# Hellfield
Hellfield, właśc. Michał Kacprzak – polski raper, piosenkarz, kompozytor, autor tekstów, ghostwriter, producent, realizator muzyczny, a zarazem członek polskiej grupy muzycznej CrackHouse od 2015.

## Kariera
Hellfield rozpoczął swoją muzyczną podróż w 2007 roku, jednak dopiero dekadę później, w 2017 roku, postanowił w pełni zaangażować się w karierę muzyczną wydając debiutancki singel, pt. „Feniks”. Przez lata stawiał pierwsze kroki w muzycznym środowisku, ale dopiero, gdy znalazł swój charakterystyczny styl, zaczął zyskiwać rozpoznawalność w Polsce. Jego twórczość łączyła elementy rapu, hip-hopu, dance, a do tego dołożył osobisty, czasem kontrowersyjny przekaz, który przemówił do młodych odbiorców.

### Początki: utwór „Kocham Cię Dalej” oraz „Chcę Tam Z Tobą Być”
Początkowy sukces artysta zawdzięcza utworom „Kocham Cię Dalej” oraz „Chcę Tam Z Tobą Być” w wykonaniu piosenkarki Paulli. Hellfield był odpowiedzialny zarówno za słowa, jak i muzykę do obu tych utworów. Piosenki zdobyły złote wyróżnienie muzyczne i zostały wydane nakładem Universal Music Polska.

### Pierwsze kroki w rapie
Artysta zaistniał w środowisku rapowym dzięki Peji, który w 2014 roku zaprosił go do wspólnego utworu zatytułowanego „Steven Adler”. Warto wspomnieć, że Hellfield w tym okresie działał muzycznie w grupie Nekromer, co sprawiło, że zaproszenie frontmana deathcore'owego zespołu przez rapera z Poznania odbiło się szerokim echem wśród prasy hip-hopowej. Utwór z czasem pokrył się platynowym wyróżnieniem.

### Pierwszy przełom: utwór „Mamale”
Początkowy sukces raper zawdzięcza utworowi „Mamale” w duecie z Masno, który szybko zdobył popularność w sieci. Niespodziewanie dla samego artysty, kawałek osiągnął wielką sławę i jako pierwszy w jego karierze zdobył status platynowej płyty. „Mamale” stał się hitem, a w nieco frywolny sposób opowiadał o życiu młodego pokolenia. Dla rapera był to pierwszy sygnał, że jego muzyka może dotrzeć do szerokiej publiczności. Platynowa płyta za „Mamale” otworzyła mu drzwi do dalszych projektów i przyciągnęła uwagę znanych artystów.

### Wydanie pierwszych albumów: „Cartel” i „Trap Party Love”
Popularność i sukces duetów zachęciły rapera do intensywniejszej pracy nad solowymi projektami. Pierwszym efektem była płyta „Cartel”, wydana 29 lipca 2020 roku. Album zawierał mocne, surowe brzmienia, inspirowane kulturą uliczną i tematyką życia na granicy prawa, co idealnie oddawało osobowość artysty. Wydanie „Cartel” odbiło się szerokim echem, a raper zaczął zdobywać coraz większe grono fanów, doceniających jego bezkompromisowy styl.
Niespełna dwa miesiące później, 3 września 2020 roku, ukazał się jego drugi album – „Trap Party Love”. Płyta ta stanowiła zaskoczenie dla fanów, ponieważ artysta połączył w niej tematy związkowe i emocjonalne z dynamicznymi trapowymi beatami. „Trap Party Love” pokazała bardziej refleksyjną i romantyczną stronę rapera, co spotkało się z pozytywnymi reakcjami, zwłaszcza młodszych odbiorców.

#### CrackHouse – prekursorzy muzyki Latino i Reggaeton w Polsce
Warto zaznaczyć, że na płycie „Trap Party Love” znalazł się utwór „Plastelina”, który reprezentuje korzenny reggaeton. Jest to istotny aspekt, ponieważ było to coś nowego na polskim rynku muzycznym. Hellfield wraz z Divixem stali się prekursorami muzyki latino oraz reggaetonu w Polsce. Te dwa gatunki przyniosły artystom ogromną popularność, którą cieszą się do dziś.

### Współpraca z Zusje
Kolejnym ważnym krokiem był duet z Zusje. Ich pierwszy wspólny singel, pt. „Nie chcę już nic”, pojawił się w 2022 roku, lecz utwór nie uzyskał żadnego certyfikatu. W międzyczasie artysta pomógł Zusje z napisaniem i skomponowaniem utworu „Matrioszka”, który na dzień 10 listopada 2024 posiada certyfikat złotej płyty.
„Lajki” to kolejny singel duetu, który szybko przypadły do gustu słuchaczom oraz zdobył złotą płytę. Oboje stworzyli utwór, który idealnie wpasował się w social-mediowy klimat, komentując konflikt w związku, gdzie zazdrość i brak zaufania podsycane są przez media społecznościowe. Partner zarzuca partnerce próżność i flirtowanie online, podczas gdy ona odpowiada oskarżeniami o hipokryzję i żąda przejrzystości. Utwór ukazuje, jak napięcia i rywalizacja o uwagę niszczą relację, odzwierciedlając problemy współczesnych związków w dobie social mediów.

### Sukces duetu z Skolimem: „Twoja Siostra”
Jednym z kolejnych ważnych momentów w karierze rapera była współpraca ze Skolimem. Razem stworzyli utwór „Twoja Siostra”, który szybko zdobył status złotej płyty. Kawałek ten, pełen humoru i lekkości, przyciągnął fanów obu artystów i stał się nieoczekiwanym hitem. Współpraca ze Skolimem umocniła pozycję rapera na scenie muzycznej, a duet ten stał się jednym z bardziej rozpoznawalnych połączeń na polskiej scenie.

### Powrót z nowym brzmieniem: album „NARCOPOLO”
Po kilku latach intensywnej pracy i serii sukcesów, 8 listopada 2024 roku artysta wydał trzeci studyjny album – „NARCOPOLO”. Był to jego najbardziej ambitny projekt, w którym znowu zaskoczył słuchaczy – połączył brzmienia polskiego disco polo z trapowym beatem. Album przedstawił nowoczesne brzmienia, hip-hopowym kontekście. Dla fanów był to dowód, że raper nie boi się eksperymentować, a jego twórczość jest zawsze pełna nowych, oryginalnych pomysłów.

## Dyskografia

### Albumy studyjne
| Rok  | Dane dot. albumu                                                                                               | Certyfikat          | Sprzedaż       |
| ---- | --- | ------------------- | -------------- |
| 2020 | Cartel (oraz Bandura) - Wydany: 29 lipca 2020 - Wytwórnia: Vibe Co. - Formaty: CD, digital download, streaming |                     |                |
| 2020 | Trap Party Love - Wydany: 3 września 2020 - Wytwórnia: Step Dystrybucja - Formaty: digital download, streaming |                     |                |
| 2024 | NARCOPOLO - Wydany: 8 listopada 2024 - Wytwórnia: Step Dystrybucja - Formaty: CD, digital download, streaming  | - ZPAV: złota płyta | - POL: 15 000+ |

### Single
Jako główny wykonawca
| Rok  | Tytuł                                                    | Najwyższa pozycja na listach | Najwyższa pozycja na listach | Najwyższa pozycja na listach | Najwyższa pozycja na listach | Najwyższa pozycja na listach | Certyfikat                 | Sprzedaż        | Album           |
| Rok  | Tytuł                                                    | AirPlay                      | Spotify                      | Apple Music                  | iTunes                       | iTunes                       | Certyfikat                 | Sprzedaż        | Album           |
| Rok  | Tytuł                                                    | POL                          | POL                          | POL                          | POL                          | Norwegia                     | Certyfikat                 | Sprzedaż        | Album           |
| ---- | -------------------------------------------------------- | ---------------------------- | ---------------------------- | ---------------------------- | ---------------------------- | ---------------------------- | -------------------------- | --------------- | --------------- |
| 2017 | „Feniks” (oraz Bandura, Beteo)                           | –                            | –                            | –                            | –                            | –                            |                            |                 | Cartel          |
| 2017 | „Las Vegas Parano” (oraz Bandura)                        | –                            | –                            | –                            | –                            | –                            |                            |                 | Cartel          |
| 2017 | „Scarface” (oraz Bandura)                                | –                            | –                            | –                            | –                            | –                            |                            |                 | Cartel          |
| 2018 | „Nie patrz wstecz” (oraz Bandura, Białas)                | –                            | –                            | –                            | –                            | –                            |                            |                 | Cartel          |
| 2018 | „Cartel” (oraz Bandura)                                  | –                            | –                            | –                            | –                            | –                            |                            |                 | Cartel          |
| 2018 | „500 euro” (oraz Bandura, Blacha 2115)                   | –                            | –                            | –                            | –                            | –                            |                            |                 | Cartel          |
| 2018 | „Emiraty”                                                | –                            | –                            | –                            | –                            | –                            |                            |                 | Cartel          |
| 2018 | „Afrodyta” (oraz Bandura, Merghani)                      | –                            | –                            | –                            | –                            | –                            |                            |                 | Cartel          |
| 2018 | „Ghetto Boyz” (oraz Bandura)                             | –                            | –                            | –                            | –                            | –                            |                            |                 | Cartel          |
| 2018 | „Maraton” (oraz Bandura)                                 | –                            | –                            | –                            | –                            | –                            |                            |                 | –               |
| 2018 | „Wiadomo Wiadomo” (oraz Bandura)                         | –                            | –                            | –                            | –                            | –                            |                            |                 | –               |
| 2018 | „Santa Monica”                                           | –                            | –                            | –                            | –                            | –                            |                            |                 | Trap Party Love |
| 2018 | „Piąta Rano” (oraz Bandura, gośc. White 2115)            | –                            | –                            | –                            | –                            | –                            |                            |                 | –               |
| 2018 | „Czarna Beta” (oraz Bandura, gośc. Divix, Pokora)        | –                            | –                            | –                            | –                            | –                            |                            |                 | –               |
| 2019 | „Molly” (oraz Bandura, gośc. Beteo Pokora)               | –                            | –                            | –                            | –                            | –                            |                            |                 | –               |
| 2019 | „Money Moves” (gośc. Divix)                              | –                            | –                            | –                            | –                            | –                            |                            |                 | Trap Party Love |
| 2019 | „24 Godziny” (oraz Andura, gośc. Merghani)               | –                            | –                            | –                            | –                            | –                            |                            |                 | –               |
| 2019 | „Monte Carlo”                                            | –                            | –                            | –                            | –                            | –                            |                            |                 | Trap Party Love |
| 2020 | „Cornflakes” (oraz Bandura, Divix, Charlie)              | –                            | –                            | –                            | –                            | –                            |                            |                 | –               |
| 2020 | „Pierwy śnieg (Remix)” (oraz Zusje)                      | –                            | –                            | –                            | –                            | –                            |                            |                 | Trap Party Love |
| 2020 | „#Hot16Challenge”                                        | –                            | –                            | –                            | –                            | –                            |                            |                 | –               |
| 2020 | „Aston Martin” (oraz Buczer)                             | –                            | –                            | –                            | –                            | –                            |                            |                 | –               |
| 2020 | „Definicja traper” (oraz Kubańczyk)                      | –                            | –                            | –                            | –                            | –                            |                            |                 | Trap Party Love |
| 2020 | „Mamale” (oraz Masno)                                    | –                            | 110                          | 194                          | –                            | –                            | - ZPAV: platynowa płyta    | - POL: 50 000+  | Gang            |
| 2020 | „Habibi”                                                 | –                            | –                            | –                            | –                            | –                            |                            |                 | Trap Party Love |
| 2020 | „Chodźmy stąd”                                           | –                            | –                            | –                            | –                            | –                            |                            |                 | Trap Party Love |
| 2020 | „Nie możesz zasnąć” (oraz Bandura, Peja)                 | –                            | –                            | –                            | –                            | –                            |                            |                 | –               |
| 2020 | „Tsunami (Sean Paul Remix)” (oraz Bandura, Skoon, Divix) | –                            | –                            | –                            | –                            | –                            |                            |                 | –               |
| 2021 | „Traplife” (oraz Bandura, Divix, Skoon)                  | –                            | –                            | –                            | –                            | –                            |                            |                 | –               |
| 2021 | „Dubai Freestyle”                                        | –                            | –                            | –                            | –                            | –                            |                            |                 | –               |
| 2021 | „Hieny” (oraz Skoon)                                     | –                            | –                            | –                            | –                            | –                            |                            |                 | –               |
| 2021 | „Kryształ” (oraz Bandura, Divix)                         | –                            | –                            | –                            | –                            | –                            |                            |                 | –               |
| 2022 | „Dalej” (oraz Sentino)                                   | –                            | –                            | –                            | –                            | –                            |                            |                 | NARCOPOLO       |
| 2022 | „Nie chcę już nic” (oraz Zusje)                          | –                            | –                            | –                            | –                            | –                            |                            |                 | –               |
| 2022 | „Henny” (oraz Obi)                                       | –                            | –                            | –                            | –                            | –                            |                            |                 | –               |
| 2023 | „Mad Max” (oraz Divix)                                   | –                            | –                            | –                            | –                            | –                            |                            |                 | –               |
| 2023 | „Million Dollar Smile”                                   | –                            | –                            | –                            | –                            | –                            |                            |                 | NARCOPOLO       |
| 2023 | „Dyscyplina” (oraz Zeamsone)                             | –                            | –                            | –                            | –                            | –                            |                            |                 | NARCOPOLO       |
| 2023 | „Twoja Siostra” (oraz Skolim)                            | –                            | –                            | –                            | 50                           | 24                           | - ZPAV: złota płyta        | - POL: 25 000+  | NARCOPOLO       |
| 2023 | „Karma” (oraz Skolim)                                    | –                            | –                            | –                            | –                            | –                            | - ZPAV: złota płyta        | - POL: 25 000+  | –               |
| 2023 | „Ona Mi Dała” (oraz Skolim, Divix)                       | 128                          | –                            | –                            | 10                           | –                            | - ZPAV: 4× platynowa płyta | - POL: 200 000+ | Król Latino     |
| 2023 | „Gaber” (oraz Zusje)                                     | –                            | –                            | –                            | –                            | –                            |                            |                 | –               |
| 2023 | „Plastic Surgery Istanbul Turkey” (oraz Zusje)           | –                            | –                            | –                            | –                            | –                            |                            |                 | –               |
| 2023 | „Fendi”                                                  | –                            | –                            | –                            | –                            | –                            |                            |                 | –               |
| 2024 | „Lajki” (oraz Zusje)                                     | –                            | –                            | –                            | 12                           | –                            | - ZPAV: złota płyta        | - POL: 25 000+  | NARCOPOLO       |
| 2024 | „To jest to” (oraz Skolim, Divix)                        | –                            | –                            | –                            | 17                           | –                            | - ZPAV: platynowa płyta    | - POL: 50 000+  | Król Latino     |
| 2024 | „Tylko z nią” (oraz Skolim)                              | –                            | –                            | –                            | –                            | –                            | - ZPAV: platynowa płyta    | - POL: 50 000+  | NARCOPOLO       |
| 2024 | „Bebecita” (oraz Skolim, Divix)                          | –                            | 53                           | –                            | 4                            | –                            |                            |                 | NARCOPOLO       |
| 2024 | „Noc” (oraz Zusje)                                       | –                            | –                            | –                            | –                            | –                            |                            |                 | –               |
| 2024 | „Milano” (oraz Skolim)                                   | –                            | –                            | –                            | 21                           | –                            |                            |                 | NARCOPOLO       |
| 2024 | „Wejdę Wyjdę” (oraz Skolim, Divix)                       | –                            | 66                           | 123                          | 3                            | –                            | - ZPAV: złota płyta        | - POL: 25 000+  | Król Latino     |
| 2024 | „Mademoiselle”                                           | –                            | –                            | –                            | –                            | –                            |                            |                 | NARCOPOLO       |
| 2024 | „Wszyscy w Gucci” (oraz Skolim)                          | –                            | –                            | –                            | –                            | –                            | - ZPAV: platynowa płyta    | - POL: 50 000+  | NARCOPOLO       |
| 2024 | „Apartament Gold” (oraz Bandura)                         | –                            | –                            | –                            | –                            | –                            |                            |                 | NARCOPOLO       |
| 2024 | „Żelki” (oraz M0LLY)                                     | –                            | –                            | –                            | –                            | –                            |                            |                 | –               |
| 2025 | „Bella”                                                  | –                            | –                            | –                            | –                            | –                            |                            |                 | –               |

Jako wykonawca gościnny
| Rok  | Tytuł                                                 | Najwyższa pozycja na listach | Najwyższa pozycja na listach |
| Rok  | Tytuł                                                 | iTunes                       | iTunes                       |
| Rok  | Tytuł                                                 | POL                          | NLD                          |
| ---- | ----------------------------------------------------- | ---------------------------- | ---------------------------- |
| 2019 | „Dynamit” (DJ Slavic, gośc. Hellfield, Danny Ferrari) | 42                           | 157                          |